# Ametek
Ametek è un'azienda americana del settore degli strumenti elettronici e dell'elettromeccanica.

## Storia
La compagnia venne fondata nel 1930 col nome di American Machine and Metals, cambiato poi in AMETEK all'inizio degli anni '60 quando l'azienda cambiò la propria produzione operando nei settori della strumentazione analitica, dei componenti di precisione e dei  materiali speciali. Successivamente la ditta si è specializzata in due rami di produzione: l'Electronic Instruments Group (strumenti elettronici) e l'Electromechanical Group (elettromeccanica). La sede della società si trova a Berwyn, in Pennsylvania, Stati Uniti.
AMETEK è quotata alla borsa di New York e dalla sua fondazione ha acquisito 86 aziende minori, raggiungendo  (dati 2013) un totale di 19.000 dipendenti in tutto il mondo.